# Hiroshi Tamura
Hiroshi Tamura (Japans: 田村 博, Tamura Hiroshi) (circa 1950) is een Japanse jazzmusicus, hij speelt piano en is componist.

## Biografie
Hiroshi Tamura speelde in het begin van de jaren 70 in het kwintet van de trombonist Hiroshi Fukumura, hiermee nam hij ook voor het eerst op (Morning Flight, 1973, met Shigeharu Mukai, Tsutomu Okada en Shinji Mori). In de jaren erna werkte hij o.m. met Seiichi Nakamura, Junko Mine/Hidehiko Matsumoto, (I Wish You Love, 1978). Hij maakte deel uit van de groep Tee & Company, waarvoor hij een jazzsuite schreef, Okuni of Izumo (1989). In 1995 kwam zijn debuutalbum uit, een plaat met Cole-Porter-nummers, opgenomen met bassist Keiichi Ishibashi en drummer Taketoshi Igarashi. Rond 2007 volgde een Ellington-album (Plays Ellington Tonk), gemaakt met Teiji Sasaki en Joe LaBarbera. In de jazz speelde hij tussen 1973 en 2007 mee op acht opnamesessies, waaronder een sessie van Hiroshi Murata (2002). In de jaren 10 speelde hij in een trio met Masahiro Yamamoto en Todd Nicholson.